# مساءلة

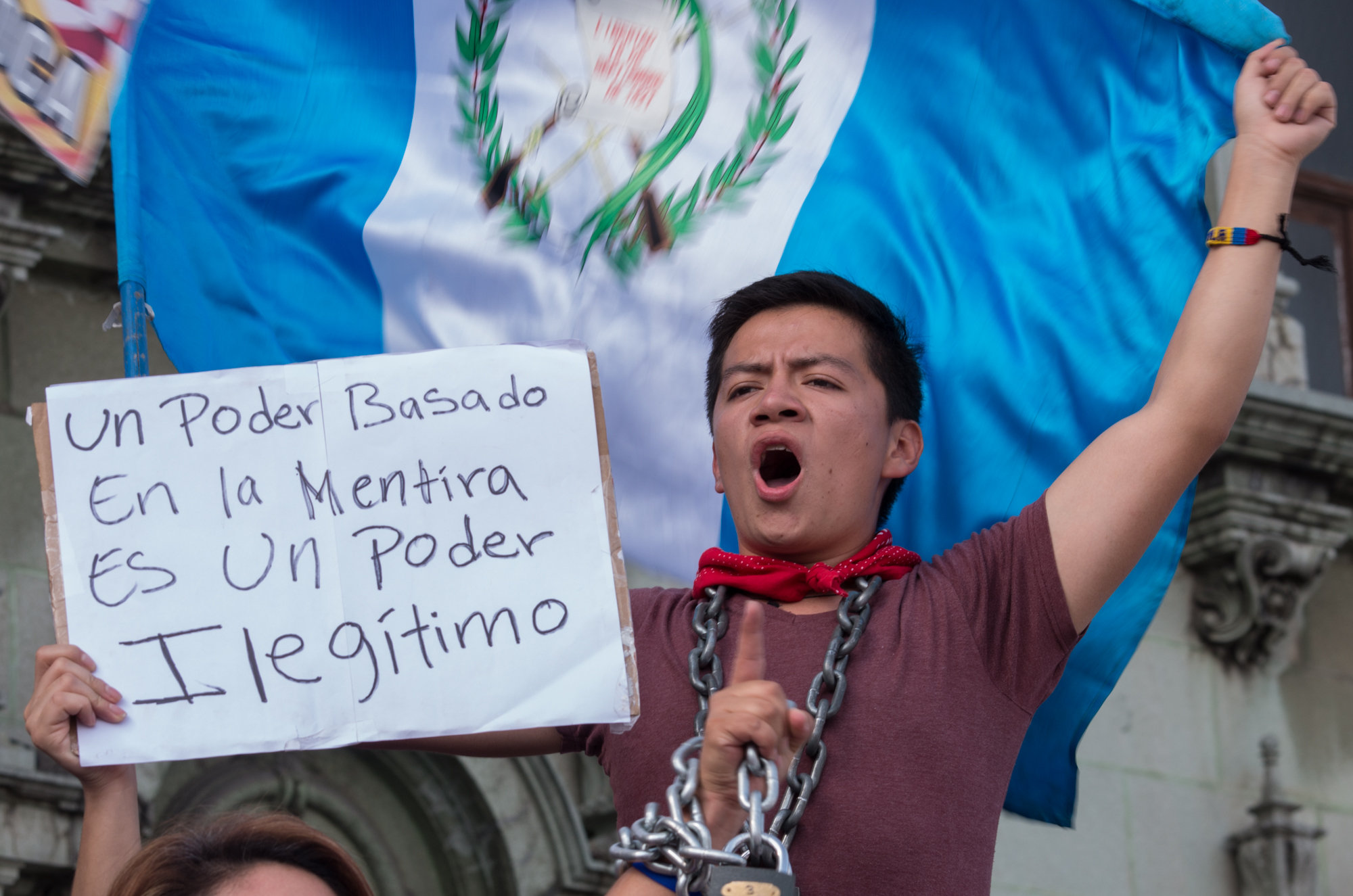
مظاهرة مواطنة في غواتيمالا ضد الفساد والمطالبة بإقالة الحكومة

المحاسبة أو المساءلة هي القدرة على تقديم إجابة واستحقاق اللوم وتحمل المسؤولية وتوقع تقديم حساب. وكان أحد جوانب الحوكمة محوريًا في المناقشات ذات الصلة بمشكلات عالم القطاع العام وغير الربحي والخاص (مؤسسة تجارية). وفي أدوار القيادة، المساءلة هي الاعتراف بالمسؤولية عن الأفعال والمنتجات والقرارات والسياسات وتحملها، وتتضمن الإدارة والحوكمة والتنفيذ في نطاق الدور أو المركز الوظيفي وتشمل الالتزام بتقديم التقارير والتفسير وتحمل مسؤولية العواقب الناجمة.
في الحوكمة، تجاوزت المساءلة نطاق التعريف الأساسي بأنها «الاستدعاء للمحاسبة على الأفعال». وتوصف كثيرًا بأنها علاقة تقديم تفسير بين الأشخاص، مثلاً «أ مسؤول أمام ب وأ ملزم بإبلاغ ب عن الأفعال والقرارات (الماضية أو المستقبلية) أ وتعليلها وتحمل العواقب في حالة سوء الإدارة المحتملة». ولا يمكن أن توجد المساءلة إلا مع الممارسات المحاسبية المناسبة، بمعنى آخر، غياب المحاسبة يعني غياب المساءلة.

## معلومات تاريخية وأصل الكلمة
تشتق كلمة "Accountability" (مساءلة) من الكلمة اللاتينية accomptare (يحاسب)، وهي صيغة ذات بادئة من كلمة computare (يحسب)، المشتقة بدورها من كلمة putare (يعد).
وبينما لم تظهر الكلمة نفسها في اللغة الإنجليزية إلا عند استخدامها في القرن الثالث عشر عندما كانت إنجلترا تحت الاحتلال النورماندي، فإن مفهوم تقديم الحساب تمتد جذوره إلى أنشطة حفظ السجلات المتعلقة بالحوكمة وأنظمة إقراض النقود التي ظهرت أولاً في إسرائيل القديمة وبابل ومصر، واليونان ولاحقًا روما.

## الأنواع
حدد بروس ستون وأوه بي دويفيدي وجوزيف جيه جابرا ثمانية أنواع من المساءلة، هي بالتحديد: الأخلاقية والإدارية والسياسية والتسويقية والقانونية/القضائية والعلاقة الانتخابية والاحترافية. وتتعارض مساءلة القيادة مع العديد من هذه الفروق.

### المساءلة السياسية
المساءلة السياسية هي مسؤولية الحكومة والموظفين الحكوميين والسياسيين أمام الشعب والهيئات التشريعية، مثل الكونغرس أو البرلمان.
وفي حالات قليلة، يمكن استخدام حق الاسترجاع الدستوري في سحب المنصب من موظف حكومي منتخب. ومع ذلك، لا يمتلك الناخبون بشكل عام أية طريقة مباشرة لتقديم النواب المنتخبين للمحاسبة خلال المدة القانونية التي تم انتخابهم لتوليها. بالإضافة إلى ذلك، يمكن تعيين بعض الموظفين الحكوميين والمشرعين وليس انتخابهم. وقد يمنح الدستور أو التشريع الهيئة التشريعية سلطة تقديم أفرادها والحكومة والهيئات الحكومية للمحاسبة. ويمكن تنفيذ ذلك بإجراء تحقيق داخلي أو مستقل. وعادةً ما تجرى التحقيقات استجابة لادعاء وقوع سوء سلوك أو فساد. وتختلف السلطات والإجراءات والعقوبات من دولة لأخرى. وربما تمتلك الهيئة التشريعية سلطة سحب الثقة من الفرد أو عزله أو إيقافه عن العمل لمدة محددة. وقد يقرر الشخص المتهم أيضًا الاستقالة قبل إحالته إلى المحاكمة. وتم استخدام إجراء سحب الثقة في الولايات المتحدة مع نواب منتخبين وموظفين حكوميين آخرين، مثل قضاة المحاكم الإقليمية.
في الأنظمة البرلمانية، تعتمد الحكومة على دعم البرلمان، وهو ما يمنح البرلمان سلطة مساءلة الحكومة. على سبيل المثال، قد تصدق بعض البرلمانات على التصويت بحجب الثقة من الحكومة.
اكتشف الباحثون في معهد التنمية الخارجية أن منح المواطنين في الدول النامية سلطة تقديم حكوماتهم المحلية للمساءلة أمر معقد بشكل مذهل عند التنفيذ. ومع ذلك، يمكن من خلال تطوير عمليات محددة ينتج عنها تغيير من الأفراد أو المجموعات أو المجتمعات (نظرية التغيير) ومن خلال دمج تحليل الاقتصاد السياسي مع أدوات تخطيط النتائج، استيعاب ديناميكية الدولة-المواطن بشكل أفضل. وعلى ذلك، يمكن وضع طرق أكثر فعالية للوصول إلى النتائج المرجوة.

### المساءلة الأخلاقية
تهدف مبادئ وممارسات المساءلة الأخلاقية داخل المؤسسة إلى تحسين كل من السلوك المعياري الداخلي للفرد والمجموعة، فضلاً عن العوامل الخارجية، مثل الإستراتيجيات الاقتصادية والبيئية المستدامة. علاوةً على ذلك، تؤدي المساءلة الأخلاقية دورًا مهمًا بشكل تصاعدي في المجالات الأكاديمية، مثل التجارب المعملية والبحث الميداني. وقد تناولت نورما آر إيه روم الجدل الدائر حول ممارسة المساءلة الأخلاقية من جانب الباحثين في المجال الاجتماعي - سواء كانوا محترفين أو غيرهم - بشكل تفصيلي في دراستها عن المساءلة في البحث الاجتماعي، بما في ذلك كتابها عن «العنصرية الجديدة: مراجعة أنظمة مساءلة الباحث» (New Racism: Revisiting Researcher Accountabilities)، الذي استعرضته كارول ترومان في جريدة البحث الاجتماعي الإلكترونية (Sociological Research Online). ويشار هنا إلى أن مساءلة الباحث تدل على أن الباحثين يستوعبون، بل ويتحملون بعض المسؤولية عن، التأثير المحتمل لطرق إجرائهم الأبحاث وكتابتها بالتفصيل في المجالات الاجتماعية التي يشكل البحث جزءًا منها. وهكذا، ترتبط المساءلة بالتفكير الدقيق وقبول التحدي الخاص باختيارات الفرد ذات الصلة بكيفية وضع جدول أعمال البحث وأساليب كتابة «نتائج» التقارير الكتابية للبحث.

### المساءلة الإدارية
إن القواعد والمعايير الداخلية، إلى جانب بعض اللجان المستقلة، هي آليات هدفها تقديم الموظف الحكومي للمساءلة في إطار الإدارة الحكومية. وداخل القسم أو الوزارة، أولاً، يتقيد السلوك بالقواعد واللوائح؛ ثانيًا، الموظفون الحكوميون هم مرؤوسون في إطار تدرج هرمي ومسؤولون أمام مديريهم. وبرغم ذلك، توجد وحدات «رقابية» مستقلة لإجراء تحقيقات عن الأقسام ومساءلتها، وتعتمد مدى قانونية هذه اللجان على استقلالها؛ حيث إنها تتجنب الدخول في أي تضارب في المصالح.

### المساءلة الفردية في المؤسسات
نظرًا لأن العديد من الأفراد المختلفين في المؤسسات الكبيرة يسهمون بطرق عدة في اتخاذ القرارات والسياسات، فمن الصعب حتى من حيث المبدأ تحديد من ينبغي تحميله مسؤولية النتائج. وهذا ما يعرف، مثلما ذكر تومسون، باسم مشكلة الأيادي المتعددة. وقد وضعت هذه المشكلة معضلة أمام المساءلة. إذا تحمل الأفراد المساءلة أو المسؤولية، فإن الأفراد الذين لم يتمكنوا من منع النتائج تكون معاقبتهم ظالمة أو أنهم «يتحملون المسؤولية» بطريقة رمزية دون تكبد أية عواقب. ولكن إذا تحملت المؤسسات فقط المساءلة، فإن جميع الأفراد في المؤسسة يستحقون اللوم بشكل متساوٍ أو يستثنون جميعًا من العقاب. وقد قدمت العديد من الحلول لهذه المشكلة. أحد هذه الحلول هو توسيع نطاق معيار مسؤولية الفرد، بحيث يتحمل الأفراد مسؤولية الفشل في التنبؤ بالإخفاقات في المؤسسة. وحل آخر قدمه مؤخرًا تومسون هو تحميل الأفراد مسؤولية تصميم المؤسسة، ويكون ذلك بشكل رجعي ومستقبلي.

### العلاقات الانتخابية
في إطار هذا المنظور، تتحمل هيئة معينة أو الحكومة مسؤولية سماع آراء هيئات أو جماعات أو مؤسسات، من خارج القطاع العام وتمثل مصالح مواطنين في دائرة انتخابية أو مكان معين. فضلاً عن ذلك، تلتزم الحكومة بمنح الأفراد من الهيئات ذات الحقوق السياسية الحق في خوض الانتخابات وانتخابهم؛ أو تعيينهم في القطاع العام كطريقة لتمثيل الحكومة وضمان اشتراك أصوات من كافة الدوائر الانتخابية في عملية اتخاذ القرار.

### تداخل القطاع العام/الخاص
مع زيادة تقديم الخدمات العامة على مدى العقود العديدة الماضية من الكيانات الخاصة، وخصوصًا في بريطانيا والولايات المتحدة، فقد طالب البعض بتطبيق المزيد من آليات المساءلة السياسية للكيانات غير السياسية. على سبيل المثال، جادلت الباحثة القانونية آن ديفيز، بأن الفرق بين المؤسسات العامة والكيانات الخاصة، مثل الشركات قد أصبح غير واضح في قطاعات معينة، وذلك فيما يخص تقديم الخدمات العامة في المملكة المتحدة؛ وهذا قد يعوض عن المساءلة السياسية في هذه القطاعات. وجادلت آن وآخرون بأنه من الضروري أن تعالج بعض إصلاحات القوانين الإدارية هذه الفجوة في المساءلة.
فيما يتعلق بتداخل القطاع العام/الخاص في الولايات المتحدة، فقد تم تسليط الضوء مؤخرًا على القلق العام بشأن التعاقد على الخدمات الحكومية (بما فيها العسكرية) من الباطن والفجوة الناتجة في المساءلة، وذلك بعد حادث إطلاق الرصاص الذي تورطت فيه شركة بلاك ووتر الأمنية (Blackwater) في العراق.

## التطور المعاصر
تتضمن المساءلة إما توقع أو افتراض سلوك المحاسبة. وقد تم الإعراب عن دراسة تقديم المحاسبة كسلوك اجتماعي في مقال صدر عام 1968 عن «المحاسبة» (Accounts) بقلم مارفين سكوت وستانفورد ليمان وستيفن سوروكا، بالرغم من إمكانية إرجاعها إلى مقال كتبه جيه إل جاستين في عام 1956 بعنوان «ذريعة للأعذار» (A Plea for Excuses)،” حيث استعان بتقديم الأعذار كمثال على الأفعال اللغوية.
أضاف الباحثون في الاتصالات إلى هذه الدراسة من خلال فحص الاستخدامات الإستراتيجية للأعذار والمبررات والدفاعات وأشكال سلوك تقديم المحاسبة الأخرى من الأفراد والشركات، وقام فيليب تيتلوك وزملاؤه بتطبيق أساليب التصميم التجريبي في سبيل اكتشاف كيف يتصرف الأفراد في ظل العديد من السيناريوهات والمواقف التي تستدعي المساءلة.
ومؤخرًا، أصبحت المساءلة موضوعًا مهمًا في النقاش حول مدى قانونية المؤسسات الدولية. ونظرًا لعدم وجود جهة عالمية منتخبة ديمقراطيًا يحق لها مساءلة المؤسسات، فكثيرًا ما تتعرض المؤسسات العالمية في كافة القطاعات للنقد بسبب وجود فجوات كبيرة في المساءلة. اقترح الميثاق 99 للديمقراطية العالمية، الذي وضعته منظمة وان ورلد تراست (One World Trust)، أولاً ضرورة بحث ومراقبة مبادئ المساءلة عبر القطاعات من قِبل مؤسسات تؤثر على الأفراد وذلك بشكل مستقل عن وضعها القانوني. وإحدى المشكلات النموذجية التي تظهر في السياق العالمي هي مشكلة المؤسسات، مثل البنك الدولي وصندوق النقد الدولي التي أسستها ودعمتها دول ثرية وتقدم المساعدة في شكل منح وقروض للدول النامية. هل ينبغي مساءلة تلك المؤسسات أمام مؤسسيها والمستثمرين بها أو أمام الأشخاص والدول الذين تساعدهم؟ وفي خضم الجدل الدائر حول العدل الدولي ونتائجه التوزيعية، يحبذ المواطنون العالميون منح المزيد من المساءلة للاهتمامات المهملة للفئات المهمشة عادةً والدول النامية. وعلى الجانب الآخر، ينكر هؤلاء المؤيدون لـالقومية وتقاليد مجتمع الدول مبادئ الشمولية الأخلاقية ويجادلون بأن المستفيدين من مبادرات التنمية الدولية ليس لهم حق أساسي في تقديم المؤسسات الدولية للمساءلة. ويعد تقرير المساءلة الدولية لمنظمة وان ورلد تراست، الذي نشر في دورة كاملة أولى من عام 2006 إلى 2008، محاولة واحدة لقياس قدرة المؤسسات الدولية على أن تكون مسؤولة أمام أصحاب المصالح.
لقد أصبحت المساءلة قضية متزايدة الأهمية بالنسبة للعالم غير الربحي. ووقّعت العديد من المنظمات غير الحكومية على «ميثاق المساءلة» في عام 2005. وفي المجال الإنساني، ظهرت مبادرات، مثل الشراكة الدولية لمساءلة المنظمات الإنسانية (Humanitarian Accountability Partnership International). ووضعت المنظمات غير الحكومية الفردية أنظمة المساءلة الخاصة بها (مثلاً، نظام المساءلة والتعلم والتخطيط في مؤسسة أكشن أيد (ALPS))

### المساءلة في التعليم
تعتمد مساءلة الطالب تقليديًا على وجود قواعد في المدرسة والفصل الدراسي، إلى جانب عقوبات على المخالفات.
وعلى النقيض، فإن هناك بعض المؤسسات التربوية، مثل مدارس سدبري التي تعتقد بأن الطلاب مسؤولون شخصيًا عن أفعالهم وأن المدارس التقليدية لا تسمح لهم باختيار أسلوب دراستهم بالكامل؛ حيث لا تسمح لهم بمباشرة الالتزام بهذا الأسلوب، متى تم اختياره؛ كما لا تسمح لهم بتحمل عقباته، متى اتخذوه. وتعد حرية الاختيار وحرية العمل وحرية تحمل نتائج العمل أهم ثلاث حريات تشكل المسؤولية الشخصية. وتدعي مدارس السدبري أن «الأخلاق» هي نهج يكتسبه الفرد من الخبرة الحياتية. وتستشهد بأن المكون الأساسي لاكتساب القيم والفعل الأخلاقي هو المسؤولية الشخصية، وأن المدارس ستشترك في تعليم الأخلاق عندما تصبح مجتمعات من أشخاص يحترمون حقوق بعضهم البعض في الاختيار، وأن الطريقة الوحيدة التي تستطيع من خلالها المدارس أن تصبح جهة مقدمة للقيم الأخلاقية الهادفة هي إذا ما زودت الطلاب والبالغين بخبرات حياتية واقعية ناقلة للدلالات الأخلاقية. ويتحمل الطلاب المسؤولية الكاملة عن تعليمهم وتدار المدرسة بأسلوب ديمقراطي مباشر حيث يكون الطلاب وهيئة التدريس سواء أمام المساءلة.

## الرمزية المقترحة
فيكتور فرانكل، طبيب الأمراض العصبية والطبيب النفسي والمؤلف ومؤسس العلاج بالمعنى وأحد أبرز الأشخاص الذين استخدموا العلاج الوجودي، اقترح في كتابه بحث الإنسان عن معنى (Man's Search for Meaning) "أن تمثال الحرية الموجود في الساحل الشرقي (الذي أصبح رمزًا لـالحرية والحرية السياسية) ينبغي إلحاقه بـتمثال المسؤولية في الساحل الغربي." وقال فرانكل: "الحرية، مع ذلك، ليست الغاية النهائية. إنها مجرد جزء من القصة ونصف الحقيقة. والحرية ما هي إلا الجانب السلبي في الظاهرة كلها التي يعد جانبها الإيجابي المسؤولية. في الحقيقة، الحرية معرضة لخطر التحول إلى مجرد استبدادية ما لم يتم عيشها في إطار من المسؤولية."

## الحواشي
1. ↑  د قحطان احمد (4 أغسطس 2019). مصطلحات ونصوص انجليزية في التربية الخاصة. Yazouri Group for Publication and Distribution. مؤرشف من الأصل في 2022-03-16. {{استشهاد بكتاب}}: الوسيط |مؤلف1= و|مؤلف= تكرر أكثر من مرة (مساعدة)
2. ↑  Umar F. (7 Feb 2017). A Socially Responsible Islamic Finance: Character and the Common Good (بالإنجليزية). Springer. ISBN:978-3-319-48841-7. Archived from the original on 2022-03-16.
3. ↑  Dykstra، Clarence A. (فبراير 1939). "The Quest for Responsibility". American Political Science Review. The American Political Science Review, Vol. 33, No. 1. ج. 33 ع. 1: 1–25. DOI:10.2307/1949761. JSTOR:1949761.
4. ↑  Williams, Reyes(2006) Leadership accountability in a globalizing world. London: Palgrave Macmillan.
5. ↑  Mulgan، Richard (2000). "'Accountability': An Ever-Expanding Concept?". Public Administration. ج. 78 ع. 3: 555–573. DOI:10.1111/1467-9299.00218.
6. ↑  Sinclair، Amanda (1995). "The Chameleon of Accountability: Forms and Discourses". Accounting, Organizations and Society. ج. 20 ع. 2/3: 219–237. DOI:10.1016/0361-3682(93)E0003-Y.
7. ↑  Schedler، Andreas (1999). "Conceptualizing Accountability". في Andreas Schedler, Larry Diamond, Marc F. Plattner (المحرر). The Self-Restraining State: Power and Accountability in New Democracies. London: Lynne Rienner Publishers. ص. 13–28. ISBN:1-55587-773-7.{{استشهاد بكتاب}}:  صيانة الاستشهاد: أسماء متعددة: قائمة المحررين (link)
8. ↑  Oxford English Dictionary 2nd Ed.
9. ↑  Dubnick، Melvin (1998). "Clarifying Accountability: An Ethical Theory Framework". في Charles Sampford, Noel Preston and C. A. Bois (المحرر). Public Sector Ethics: Finding And Implementing Values. Leichhardt, NSW, Australia: The Federation Press/Routledge. ص. 68–8l. مؤرشف من الأصل في 2022-04-16.
10. ↑  Seidman، Gary I (Winter 2005). "The Origins of Accountability: Everything I Know About the Sovereign's Immunity, I Learned from King Henry III". St. Louis University Law Journal. ج. 49 ع. 2: 393–480.
11. ↑  Walzer، Michael (1994). "The Legal Codes of Ancient Israel". في Ian Shapiro (المحرر). the Rule of Law. NY: New York University Press. ص. 101–119.
12. ↑  Urch، Edwin J. (يوليو 1929). "The Law Code of Hammurabi". American Bar Association Journal. ج. 15 ع. 7: 437–441.
13. ↑  Ezzamel، Mahmoud (ديسمبر 1997). "Accounting, Control and Accountability: Preliminary Evidence from Ancient Egypt". Critical Perspectives on Accounting. ج. 8 ع. 6: 563–601. DOI:10.1006/cpac.1997.0123.
14. ↑  Roberts، Jennnifer T. (1982). Accountability in Athenian Government. Madison, WI: University of Wisconsin Press. مؤرشف من الأصل في 2022-04-16.
15. ↑  Plescia، Joseph (يناير 2001). "Judicial Accountability and Immunity in Roman Law". American Journal of Legal History. The American Journal of Legal History, Vol. 45, No. 1. ج. 45 ع. 1: 51–70. DOI:10.2307/3185349. JSTOR:3185349.
16. ↑  Jabbra, J. G. and Dwivedi, 0. P. (eds.), Public Service Accountability: A
Comparative Perspective, Kumarian Press, Hartford, CT, 1989, ISBN 0-7837-7581-4
17. ↑  Tembo, F., March 2012, Citizen voice and state accountability: towards theories of change that embrace contextual dynamics Overseas Development Institute, retrieved 23rd March 2012 نسخة محفوظة 3 أغسطس 2012 على موقع واي باك مشين.
18. ↑  Romm، Norma R.A. (2001). Accountability in Social Research. New York: Klower Academic. ISBN:978-0-306-46564-2. مؤرشف من الأصل في 2019-12-13.
19. ↑  Truman، Carole (2010). "Review of New Racism: Revisiting Researcher Accountabilities". Sociological Research Online. مؤرشف من الأصل في 2019-02-03. اطلع عليه بتاريخ 2012-08-27.
20. ↑  Thompson, Dennis (2005). “The Problem of Many Hands” in Restoring Responsibility: Ethics in Government, Business and Healthcare. Cambridge University Press. pp. 33-49. ISBN 978-0-521-54722-2
21. ↑  Thompson, Dennis F (2012). “Designing Responsibility: The Problem of Many Hands in Complex Organizations,” in The Design Turn in Applied Ethics, eds. Jeroen van den Hoven, Seumas Miller and Thomas Pogge. Cambridge University Press.
22. ↑  "oxford law - the faculty and its members : anne davies". Competition-law.ox.ac.uk. مؤرشف من الأصل في 2019-12-13. اطلع عليه بتاريخ 2009-08-26.
23. ↑  Harriman، Ed (28 سبتمبر 2007). "Blackwater poisons the well". London: Commentisfree.guardian.co.uk. مؤرشف من الأصل في 2008-04-12. اطلع عليه بتاريخ 2009-08-26.
24. ↑  Scott، Marvin B. (فبراير 1968). "Accounts". American Sociological Review. American Sociological Review, Vol. 33, No. 1. ج. 33 ع. 1: 46–62. DOI:10.2307/2092239. JSTOR:2092239. PMID:5644339. {{استشهاد بدورية محكمة}}: الوسيط author-name-list parameters تكرر أكثر من مرة (مساعدة)
25. ↑  Austin, J.L. 1956-7. A plea for excuses. Proceedings of the Aristotelian Society.
Reprinted in J. O. Urmson & G. J. Warnock, eds., 1979, J. L. Austin: Philosophical Papers, 3rd edition. Oxford: Clarendon Press, 175-204.
26. ↑  Grant، Ruth W. (2005). "Accountability and Abuses of Power in World Politics". American Political Science Review. ج. 99 ع. 1: 29–43. DOI:10.1017/S0003055405051476. {{استشهاد بدورية محكمة}}: الوسيط author-name-list parameters تكرر أكثر من مرة (مساعدة)
27. ↑  One World Trust نسخة محفوظة 24 سبتمبر 2015 على موقع واي باك مشين.
28. ↑  Global Accountability Report (GAR) نسخة محفوظة 24 سبتمبر 2015 على موقع واي باك مشين.
29. ↑  Greenberg, D. (1992), Education in America - A View from Sudbury Valley, “'Ethics' is a Course Taught By Life Experience.” Retrieved, 24 October 2009. نسخة محفوظة 2 مايو 2014 على موقع واي باك مشين.
30. ↑  Greenberg, D. (1987) The Sudbury Valley School Experience “Back to Basics - Moral basics.” Retrieved, 24 October 2009. نسخة محفوظة 06 مارس 2018 على موقع واي باك مشين.
31. ↑  Feldman, J. (2001) “The Moral Behavior of Children and Adolescents at a Democratic School.” Pdf. This study examined moral discourse, reflection, and development in a school community with a process similar to that described by Lawrence Kohlberg. Data were drawn from an extensive set of field notes made in an ethnographic study at Sudbury Valley School (an ungraded, democratically structured school in Framingham, MA), where students, ranging in age from 4 to 19, are free to choose their own activities and companions. Vignettes were analyzed using grounded theory approach to qualitative analysis, and themes were developed from an analysis of observations of meetings. Each theme describes a participation level that students assume in the process and that provide opportunities for them to develop and deepen understanding of the balance of personal rights and responsibilities within a community. The study adds to the understanding of education and child development by describing a school that differs significantly in its practice from the wider educational community and by validating Kohlberg's thesis about developing moral reasoning. Retrieved, 24 October 2009. نسخة محفوظة 19 يونيو 2013 على موقع واي باك مشين.
32. ↑  The Sudbury Valley School (1970), “Law and Order: Foundations of Discipline” The Crisis in American Education &mdash; An Analysis and a Proposal.(p. 49-55). Retrieved, 24 October 2009. نسخة محفوظة 11 أكتوبر 2019 على موقع واي باك مشين.
33. ↑  Greenberg, D. (1992) “Democracy Must be Experienced to be Learned !” Education in America &mdash; A View from Sudbury Valley. Retrieved, 24 October 2009. نسخة محفوظة 3 يناير 2014 على موقع واي باك مشين.
34. ↑  Reiss, S. (2010), Whatever Happened to Personal Responsibility?[وصلة مكسورة]. Retrieved August 18, 2010. "نسخة مؤرشفة". مؤرشف من الأصل في 2023-02-21. اطلع عليه بتاريخ 2023-02-21.{{استشهاد ويب}}:  صيانة الاستشهاد: BOT: original URL status unknown (link)
35. ↑  Frankl, Viktor Emil (1956) Man's Search for Meaning, p. 209-210.
36. ↑  Warnock, C. (2005) “Statue of Responsibility,” DAILY HERALD. Retrieved 24 October 2009. نسخة محفوظة 02 يونيو 2017 على موقع واي باك مشين.

## كتابات أخرى
- Mark Bovens, “Two concepts of accountability: accountability as a virtue and as a mechanism,” West European Politics 33 (2010), 946–967.
- Sterling Harwood, “Accountability,” in John K. Roth, ed., Ethics: Ready Reference (Salem Press, 1994), reprinted in Sterling Harwood, ed., Business as Ethical and Business as Usual (Wadsworth Publishing Co., 1996).
- David Luban, Alan Strudler, and David Wasserman, “Moral Responsibility in the Age of Bureaucracy,” Michigan Law Review 90 (1992), 2348-2392.
- Romm, Norma RA (2001) Accountability in Social Research. New York: Springer.
- Dennis Thompson, “The Responsibility of Advisers” in Restoring Responsibility: Ethics in Government, Business and Healthcare (Cambridge University Press, 2005), pp.&nbsp;33–49. ISBN 978-0-521-54722-2
- Williams, Christopher (2006) Leadership accountability in a globalizing world. London: Palgrave Macmillan.

## وصلات خارجية
- Citizens' Circle for Accountability
- Accountability Initiative
- Organizational Realities - Accountability: What Does It Really Mean?